# لاوگنا
لاوگنا (به آلمانی: Laugna) یک شهر در آلمان است که در بایرن واقع شده‌است.

## خصوصیات
لاوگنا ۲۷٫۶۰ کیلومترمربع مساحت دارد ۴۴۲ متر بالاتر از سطح دریا واقع شده‌است.